# Kirchenkreis Hildburghausen-Eisfeld
Der Kirchenkreis Hildburghausen-Eisfeld ist ein Kirchenkreis der Evangelischen Kirche in Mitteldeutschland mit Sitz in Hildburghausen, der zum Bischofssprengel Erfurt gehört. Amtierender Superintendent ist Hartmut Lösch.

## Lage und Allgemeines
Der Kirchenkreis Hildburghausen-Eisfeld liegt im Süden von Thüringen und umfasst außer der Region Römhild, die zum Kirchenkreis Meiningen gehört, und der Region Schleusingen, die dem Kirchenkreis Henneberger Land angeschlossen ist, einen Großteil der Kirchengemeinden im Landkreis Hildburghausen.
Im Kirchenkreis lebten am 31. Dezember 2023 14.167 evangelische Christen. Er hatte damit einen Anteil von evangelisch-lutherischen Christen an der Gesamtbevölkerung von 31,6 %.
Das Kreiskirchenamt, das verschiedene Verwaltungsaufgaben wie zum Beispiel die Abwicklung von Bau-, Personal- oder Versicherungsangelegenheiten für mehrere Kirchenkreise übernimmt, befindet sich in Meiningen.

## Pfarrbereiche
Die Kirchengemeinden sind in die 12 Pfarrbereiche Bedheim-Pfersdorf, Brünn-Brattendorf, Crock, Eisfeld, Gleichamberg,  Hildburghausen, Heldburg-Ummerstadt, Sachsenbrunn, Schönbrunn, Streufdorf-Eishausen, Themar und Westhausen gegliedert. Zudem besteht eine Kreispfarrstelle, eine Pfarrstelle für Klinikseelsorge und eine Kreisschulpfarrstelle.

## Geschichte und Ausblick
Die Superintendentur Hildburghausen-Eisfeld entstand 1996 durch Fusion der Superintendenturen Hildburghausen und Eisfeld innerhalb des Aufsichtsbezirkes Süd in der Evangelisch-Lutherischen Kirche in Thüringen. Nach der Bildung der Evangelischen Kirche in Mitteldeutschland 2009 gehörte der nunmehrige Kirchenkreis Hildburghausen-Eisfeld zunächst zum Propstsprengel Meiningen-Suhl, seit 2022 gehört er dem neugebildeten Bischofssprengel Erfurt an.
Als Superintendenten waren bis 2005 Hanspeter Wulff-Woesten, bis 2013 Michael Kühne und danach bis 2021 Johannes Haak im Amt. Anschließend wurde die Stelle nicht neu ausgeschrieben, es amtierte bis März 2024 Pfarrer Hartwig Dede und seit April 2024 amtiert Pfarrer Hartmut Lösch.
Die vier Kirchenkreise Henneberger Land, Hildburghausen-Eisfeld, Meiningen und Sonneberg planen zum 1. Januar 2026 einen Zusammenschluss zum Kirchenkreis Südthüringen.